# 컴플렉스 네트웍스
컴플렉스 네트웍스는 미국의 엔터테인먼트 기업이다. 뉴욕에 본사를 두고 있는 기업이다.

## 설명
컴플렉스 네트웍스(Complex Networks)는 뉴욕에 본사를 둔 미국의 청소년 문화 미디어 및 엔터테인먼트 회사이다. 2002년에 패션 디자이너 마크 에코에 의해 격월 잡지 인 컴플렉스로 설립되었다. 컴플렉스 네트웍스(Complex Networks)는 스타일, 스니커즈, 음식, 음악, 스포츠, 대중문화 분야의 인기 및 신흥 트렌드를 보도한다. 컴플렉스 네트웍스는 2013년에 소유 및 운영 및 파트너 사이트, 소셜 및 유튜브 채널을 통해 매월 9천만 명 이상의 순 사용자를 달성했다. 인쇄 잡지는 2016년 12월/2017년 1월호를 끝으로 발행을 중단했다. 컴플렉스는 현재 602만 명의 구독자와 18억 회의 유튜브 총 조회수를 기록하고 있다. 2019년 기준으로 이 회사의 연간 매출은 2억 달러로 추산되며 이 중에서 15%는 상거래에서 발생했다. 컴플렉스 네트웍스는 비즈니스 인사이더(Business Insider)에 의해 뉴욕에서 가장 가치 있는 스타트업(Most Valuable Startups in New York), 그리고 세계에서 가장 가치 있는 민간 기업(Most Valuable Private Companies in the World) 중에 하나로도 선정되었다. 컴플렉스 네트웍스(Complex Networks)의 CEO 리치 안토니엘로(Rich Antoniello)가 실리콘 앨리 100(Silicon Alley 100)에 이름을 올렸다. 2012년에 회사는 온라인 방송 플랫폼인 컴플렉스 TV를 출시했다. 2016년에는 버라이즌 커뮤니케이션스와 허스트 커뮤니케이션의 합작 투자가 되었다. 이후인 2021년에 버즈피드는 회사 인수를 발표했다. 2024년에 라이엇 게임즈는 버즈피드로부터 컴플렉스 네트웍스를 1억 800만 달러에 인수했다.

## 같이 보기
- 미국
- 기업